# Parksnerre
Parksnerre (Galium pumilum), ofte skrevet park-snerre, er en flerårig, 15-40 centimeter høj plante i krap-familien. Den er tuedannende med rigtblomstrende skud. Kronen er 2-3 millimeter i diameter. Stænglerne kan være svagt hårede. Bladene er linjeformede til smalt omvendt ægformede og sidder i 8-9-tallige kranse. Frugten er næsten jævn og planten bliver grønlig til brunlig ved tørring.
I Danmark er parksnerre sjælden i parker, på skrænter og vejkanter. Den blomstrer i juni og juli.